# La Surprise de l'amour
La Surprise de l’amour est une comédie en trois actes et en prose de Marivaux représentée pour la première fois le 3 mai 1722 par les Comédiens italiens à Paris à l’Hôtel de Bourgogne.
Réticences d’un amour qui s’ignore ou qui se combat lui-même, aveux retardés par la pudeur, paroles qui démentent les sentiments, tels sont les traits charmants de cette comédie que Théophile Gautier estimait le chef-d’œuvre de Marivaux.

## Personnages
- La Comtesse.
- Lélio.
- Le Baron : ami de Lélio
- Colombine : suivante de la Comtesse
- Arlequin : valet de Lélio
- Jacqueline : servante de Lélio
- Pierre : jardinier de la Comtesse

## Résumé
Après avoir été trahi par une femme, Lélio maudit les femmes et s’est retiré, avec Arlequin, son valet, dont l’histoire ressemble à la sienne, dans une sorte d’ermitage. Mais, dans leur solitude, les femmes manquent aux deux hommes, surtout Lélio, qui aime tout des femmes, jusqu’à leurs défauts, surtout leurs défauts, leur légèreté d’esprit, leur étourderie. Dans le château où ils se sont retirés, Jacqueline, la cuisinière de Lélio, est éprise de Pierre, le serviteur d’une jeune veuve du voisinage qui professe à l’endroit des hommes les mêmes sentiments que Lélio à l’endroit des femmes. Or, Pierre et Jacqueline, pour se marier, ont besoin du consentement et même d’une petite subvention de leurs maîtres. Bien obligés de se voir à cette occasion, Lélio et la comtesse se sont juré d’avance qu’ils ne s’aimeront pas. Un baron de leurs amis leur raconte alors l’histoire de Popilius avant de les enfermer dans un cercle en leur disant qu’ils n’en sortiront pas avant d’être amoureux l’un de l’autre. 
Lélio et la comtesse éclatent de rire, mais la semence est jetée dans leur cerveau : ils se rencontreront en cherchant à s’éviter, s’écriront des billets sous prétexte qu’il est inutile de se voir et qu’ils s’entendront mieux par écrit, mais faute de se comprendre, ils devront bien se voir pour s’expliquer. La comtesse a également auprès d’elle une femme de chambre rusée, Colombine, qui s’est jurée de rendre Arlequin amoureux, et qui s’amuse malignement des agitations de sa maîtresse et les augmente. Lorsque la comtesse perd un portrait, Lélio, qui le trouve, lui renvoie la boîte, prétendant qu’il n’a pas vu la miniature, mais, vérification faite, cette miniature se trouve sur son cœur, et c’est la Comtesse qui la trouve. Force leur est de convenir que la plaisanterie du cercle de Popilius a produit son effet, qu’ils sont bien et dûment amoureux l’un de l’autre. Maîtres et valets finissent donc par se marier.